# Katalogizace v knize
Katalogizace v publikaci, též katalogizace v knize (zkráceně CIP z anglického Cataloging in Publication) je katalogizační záznam zpracovaný dle platných mezinárodních katalogizačních pravidel národní agenturou CIP a otištěný v knize (většinou na rubu titulního listu). 

## Postup
Údaje čerpané z náležitých pramenů popisu dodává nakladatel těsně před vydáním knihy agentuře CIP dané země (pro ČR zajišťuje Národní knihovna ČR). Národní knihovna obratem (do dvou pracovních dnů) zpracuje katalogizační záznam knihy a předá jej nakladateli. Nakladatel zajistí tisk katalogizačního záznamu v knize, na rubu titulního listu. Údaje v knize ani v záznamu CIP v této fázi již není možné měnit. Služba je pro nakladatele bezplatná. Záznam je možný vytvořit pro tištěné a elektronické knihy.

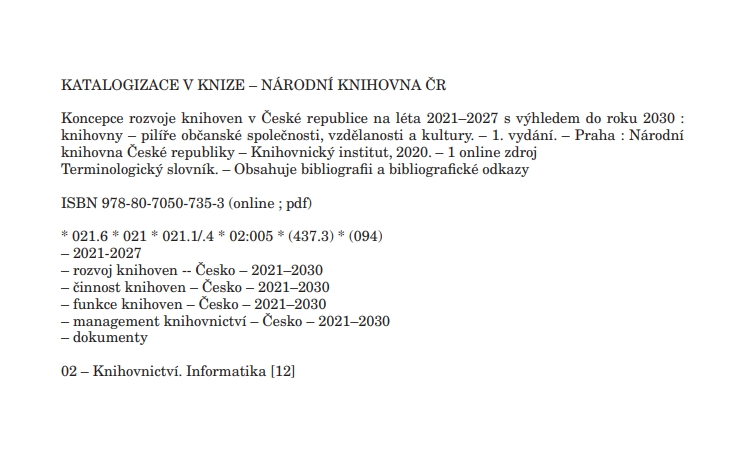
Příklad katalogizačního záznamu v publikaci.

### Podklady pro zpracování
K vytvoření záznamu CIP je třeba, aby nakladatel dodal následující údaje a zdroje informací:
- Titulní stránka
- Obálka
- Rub titulní stránky
- Tiráž
- ISBN
- Typ vazby
- Počet stran
- Informace o obsahu publikace (obsah, rejstřík, předmluva, anotace aj.)[1]

## Účel
Záznam CIP je určen pro rychlou orientaci v publikaci – obsahuje informace o formální i obsahové stránce. Usnadňuje zpracování distributorům knih i knihovnám (disponují spolehlivými daty o knize), poslouží rychlým přehledem čtenářům nebo zákazníkům. Katalogizační záznam zpracovaný před vydáním knihy je k dispozici ke sdílené katalogizaci dalším institucím.

## Historie programu
Program Katalogizace v knize byl založen Knihovnou Kongresu (Library of Congress, LOC)  v USA v roce 1971. LOC od r. 1972 spolupracuje s dalšími institucemi USA (v současnosti v počtu 32) v rámci Partnerského programu CIP (CIP Partnership Program).
Po vzoru LOC převzaly iniciativu národní knihovny dalších zemí (anebo instituce s obdobnými funkcemi). Agenturu CIP v České republice reprezentuje od roku 1992 Národní knihovna ČR.